# Sommelans
 Sommelans  es una población y comuna francesa, en la región de Picardía, departamento de Aisne, en el distrito de Château-Thierry y cantón de Neuilly-Saint-Front.

## Demografía
| 72 | 51 | 50 | 44 | 50 | 54 |
| Para los censos de 1962 a 1999 la población legal corresponde a la población sin duplicidades (Fuente: INSEE [Consultar]) |    |    |    |    |    |